# Caniás
Caniás (en aragonés Caniars) es una localidad española perteneciente al municipio de Jaca, en la Jacetania, provincia de Huesca, Aragón.

## Geografía
Pertenece a la comarca de la Solana, en las proximidades de Jaca. Está emplazado en la falda del monte Grosín, a 860 metros de altitud, a la izquierda del río Lubierre que desciende del valle de Borau para desembocar en el Aragón.

### Caniás y la Solana
Se encuentra al oeste de Jaca, en un piedemonte orientado hacia el sur, de donde procede su denominación "Solana", que configura una amplia llanura idónea para el cultivo de cereal que únicamente se rompe por la existencia de "coronas" (altozanos). Está regada por los ríos Estarrún y Lubierre que la recorren de norte a sur hasta desembocar en el Aragón que fluye de este a oeste, en dirección a Berdún. 
Configura un espacio natural adecuadamente conservado, por este motivo está declarado como Lugar de Importancia Comunitaria (LIC), Espacio protegido incluido en la Red Natura 2000 y Zona de Especial Protección para las Aves (ZEPA), en la que anidan el aguilucho lagunero y el cenizo, el milano negro y el real, el carbonero, el cernícalo, el martín pescador, el alcaudón real y la calandria.

## Geografía humana

### Demografía
| Gráfica de evolución demográfica de Canias entre 1842 y 1940 |
| |
| Población de derecho según los censos de población del INE Población de hecho según los censos de población del INEEntre el censo de 1857 y el anterior, crece el término del municipio porque incorpora a 225180 (Novés) Entre el censo de 1950 y el anterior, este municipio desaparece porque se agrupa en el municipio 22522 (Banaguás) |

En 1495 tenía cinco "fuegos", que equivaldrían a unos 50 habitantes. Experimentó un considerable aumento de la población en el siglo XVIII y en 1857 figuraban censados 126 habitantes, que en 1900 ascendieron a 185, para a partir de esa fecha sufrir una fuerte despoblación, al igual que los pueblos del entorno, hasta el punto de que en 2004 tenía solo 34 habitantes.

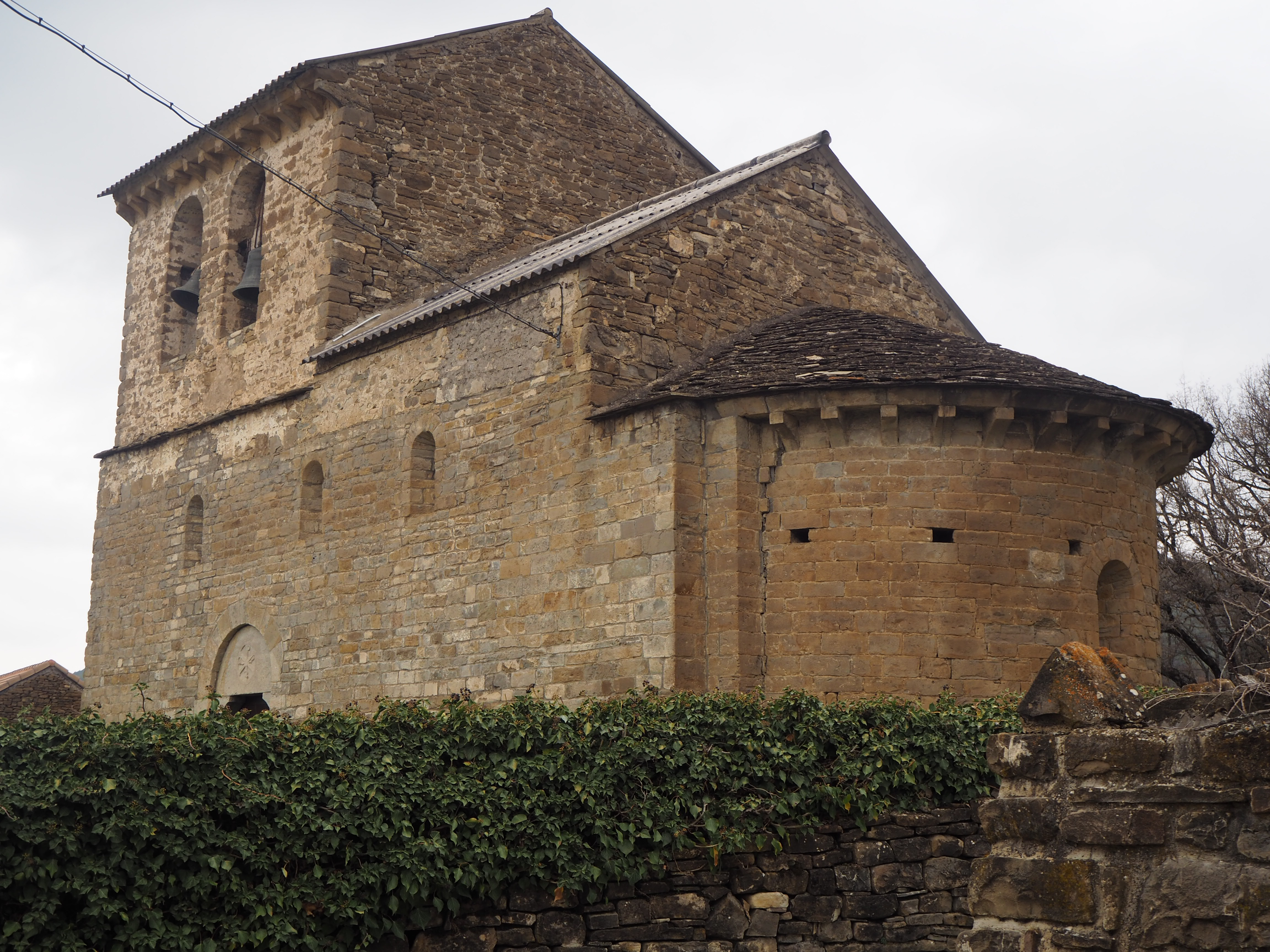
Iglesia parroquial de San Pedro

## Administración municipal
Fue propiedad de la Iglesia hasta la desamortización de Mendizábal en 1836, a partir de esa fecha se constituyó como municipio independiente asociado con Novés. En 1944 formó  el municipio de Banaguás juntamente con los de Abay y Araguás del Solano. En 1963 se unieron al de Jaca.
El municipio de Jaca tiene considerable extensión y por este motivo está dividido en seis unidades. Caniás pertenece a la unidad de La Solana, de la que también forman parte las poblaciones vecinas de Abay, Ascara, Asieso, Banaguás, Novés, Araguás del Solano  y Guasillo.

## Toponimia
Aparece citado en la documentación histórica a partir de 1042 como Caniás, Caniars, Canies, Cannas, Caniares y Canniares.

## Historia
La primera noticia que se tiene data de 1091, cuando el abad de San Juan de la Peña entrega a censo la "pardiña" (finca) de Caniás. Poco después, en 1099, el rey Pedro I dona la mitad de la población al monasterio de San Adrián de Sásabe, que a la sazón era la sede del obispo de Aragón, antes de que se trasladara a Jaca. En 1390 Caniás es propiedad del cabildo de la catedral de Jaca y en 1495 se tiene noticia de que pertenece a arcediano de Laurés. Durante los trescientos años siguientes fue propiedad de la Iglesia, hasta que se produjo la desamortización de sus bienes en 1836 y se configuró como municipio independiente.

## Patrimonio artístico

### Iglesia deSan Pedro
Es románica, del siglo XII. Situada en la parte alta de la población, tiene planta rectangular, de una sola nave con tres vanos en el muro sur con derrame exterior. Concluye en un ábside semicircular, con una ventana de arco de medio punto con derrame interior, y está cubierto con bóveda de cuarto de esfera. La portada pertenece al románico, tiene arco de medio punto y en el tímpano luce un crismón, frecuente en las iglesias de esta época. Este es el único elemento figurativo u ornamental del edificio. La desproporcionada torre adosada al muro oeste es posterior.

### Arquitectura popular
Las viviendas son de mampostería con sillares en la puertas, adinteladas o con arco de medio punto, ventanas y esquinas. Cabe destacar la calle del Arco con sus pasadizos. Se conserva un horno de pan de propiedad particular; y, adecuadamente restaurado, el lavadero público que data de 1890. Frente a la iglesia se levanta la casa abacial (casa parroquial), un edificio de grandes proporciones que muestra elementos renacentistas.

## Fiestas y romerías
- 25 de julio. Santiago Apóstol, fiestas mayores.
- 13 de diciembre. San Lucía, fiesta menores.

- Romería de san Indalecio (primera quincena de junio), se congrega en la campa del monasterio alto de San Juan de la Peña y reunía a 238 pueblos de la comarca, entre ellos a los de la Solana, como es el caso de Caniás, de Abay, Araguás del Solano, Banaguás, Guasillo y Novés. Según la tradición, san Indalecio nació en Caspe y fue uno de los siete varones apostólicos. Fue el primer obispo de Almería, que entonces tenía su sede en Pechina. Sufrió martirio y sus restos fueron trasladados en 1084 al monasterio  de San Juan de la Peña en 1084. Desde entonces aquí han sido venerados y recibido rogativas para propiciar la lluvia en los campos.
- Romería de santa Orosia (25 de junio) en Yebra de Basa y Jaca, donde se guardan sus reliquias.

## Galería de imágenes

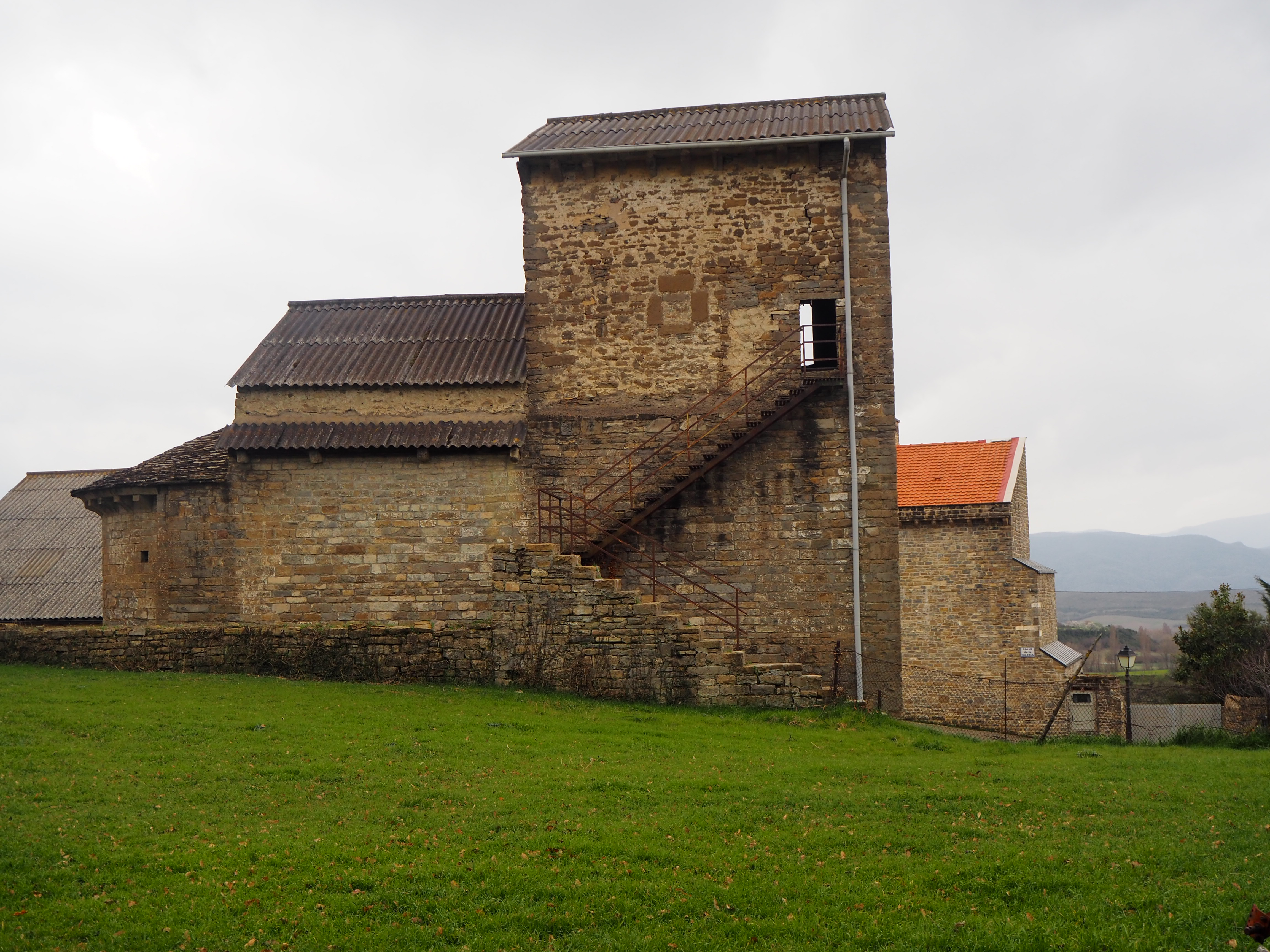
Iglesia de San Pedro (Norte)
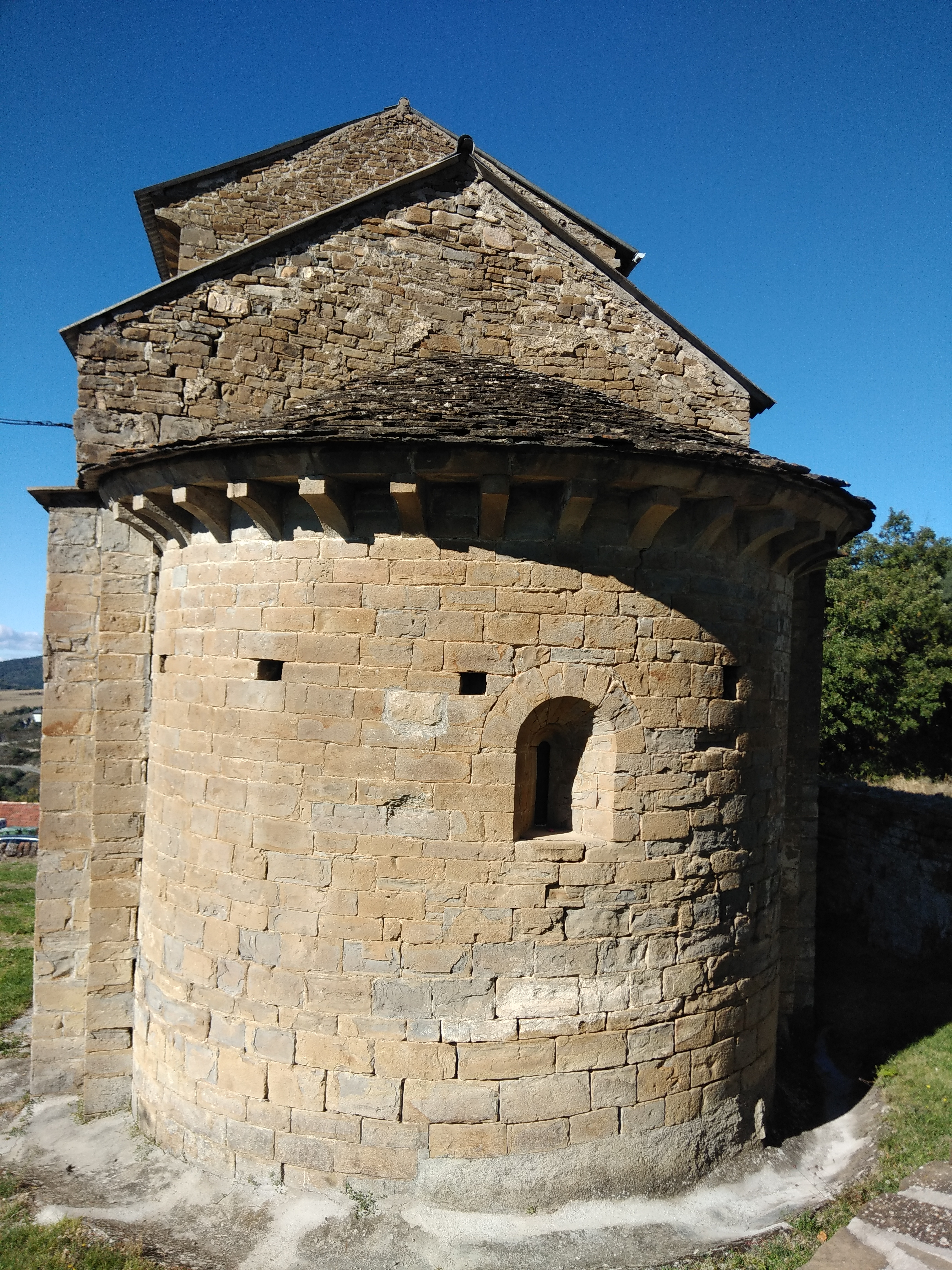
Ábside románico (S. XII)
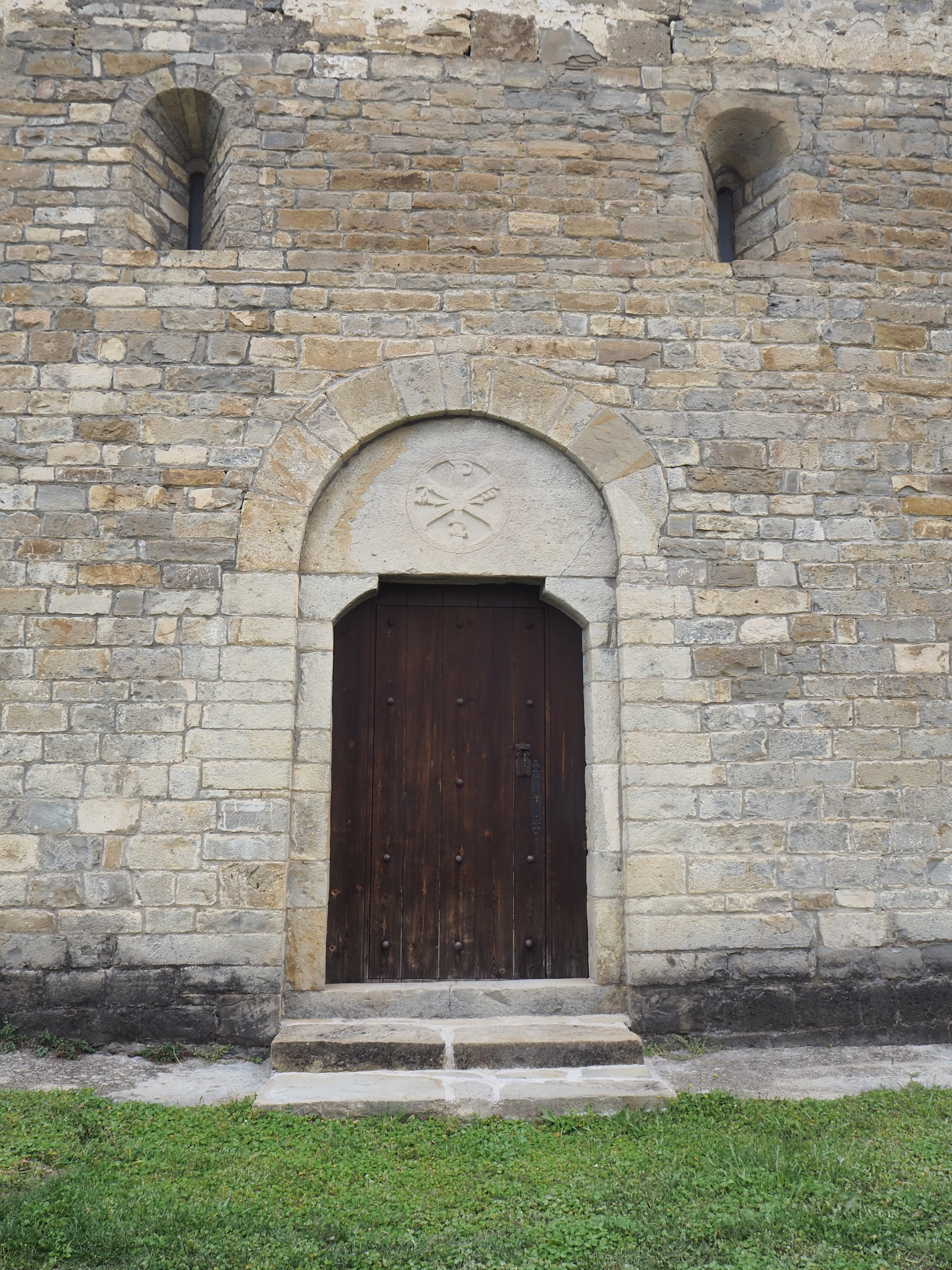
Portada con crismón
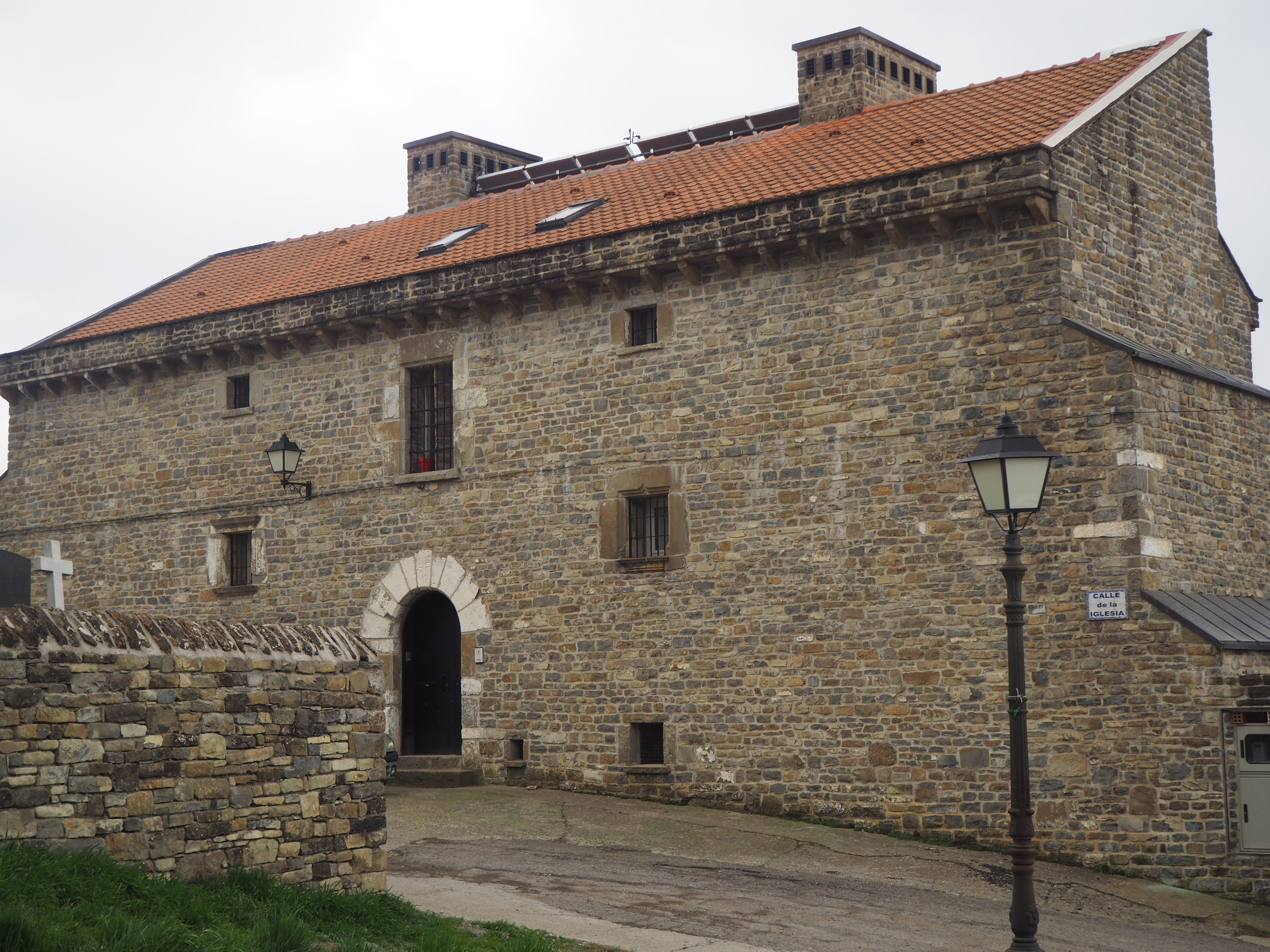
Abadía (casa parroquial)
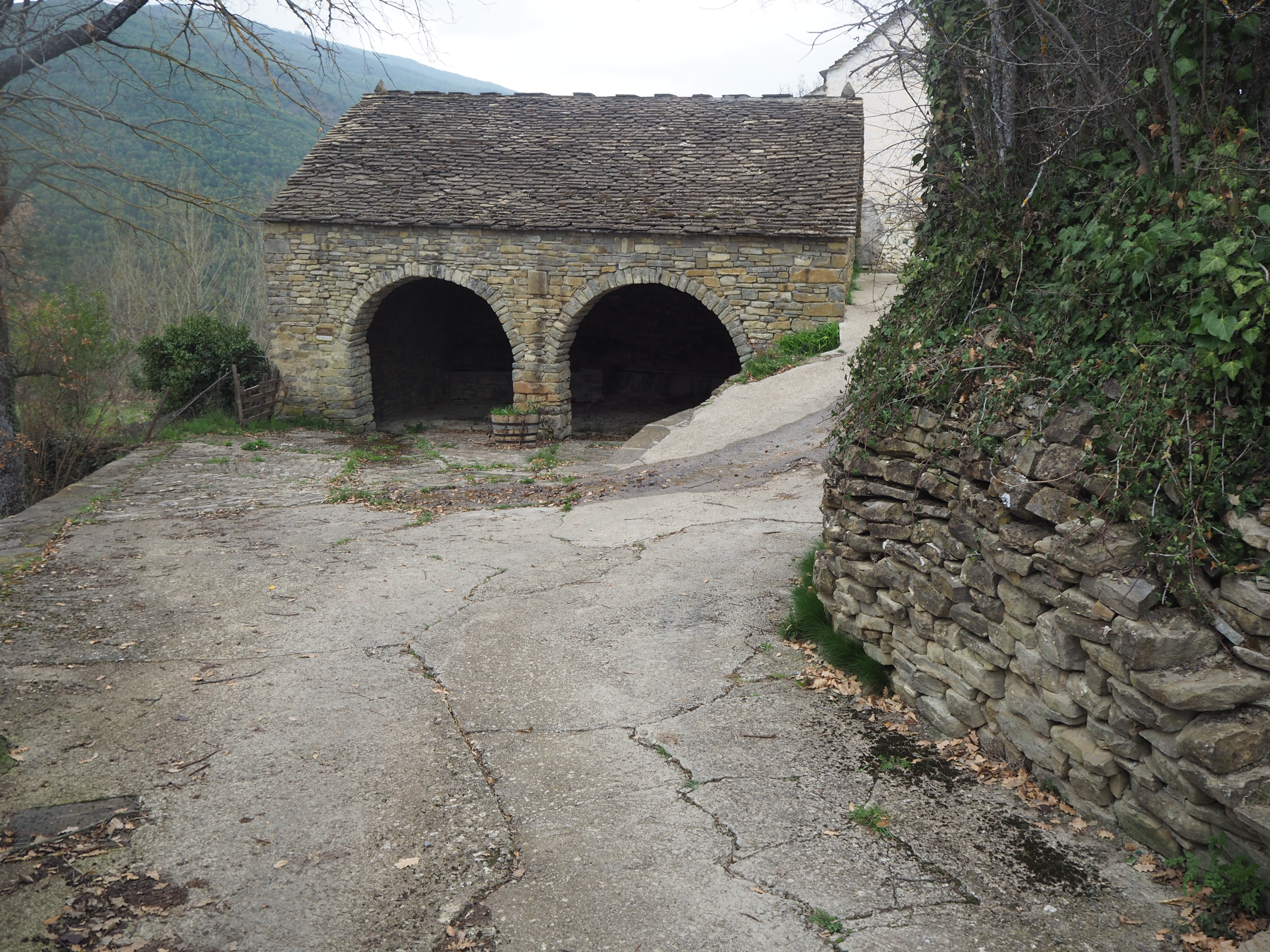
Lavadero (1890)
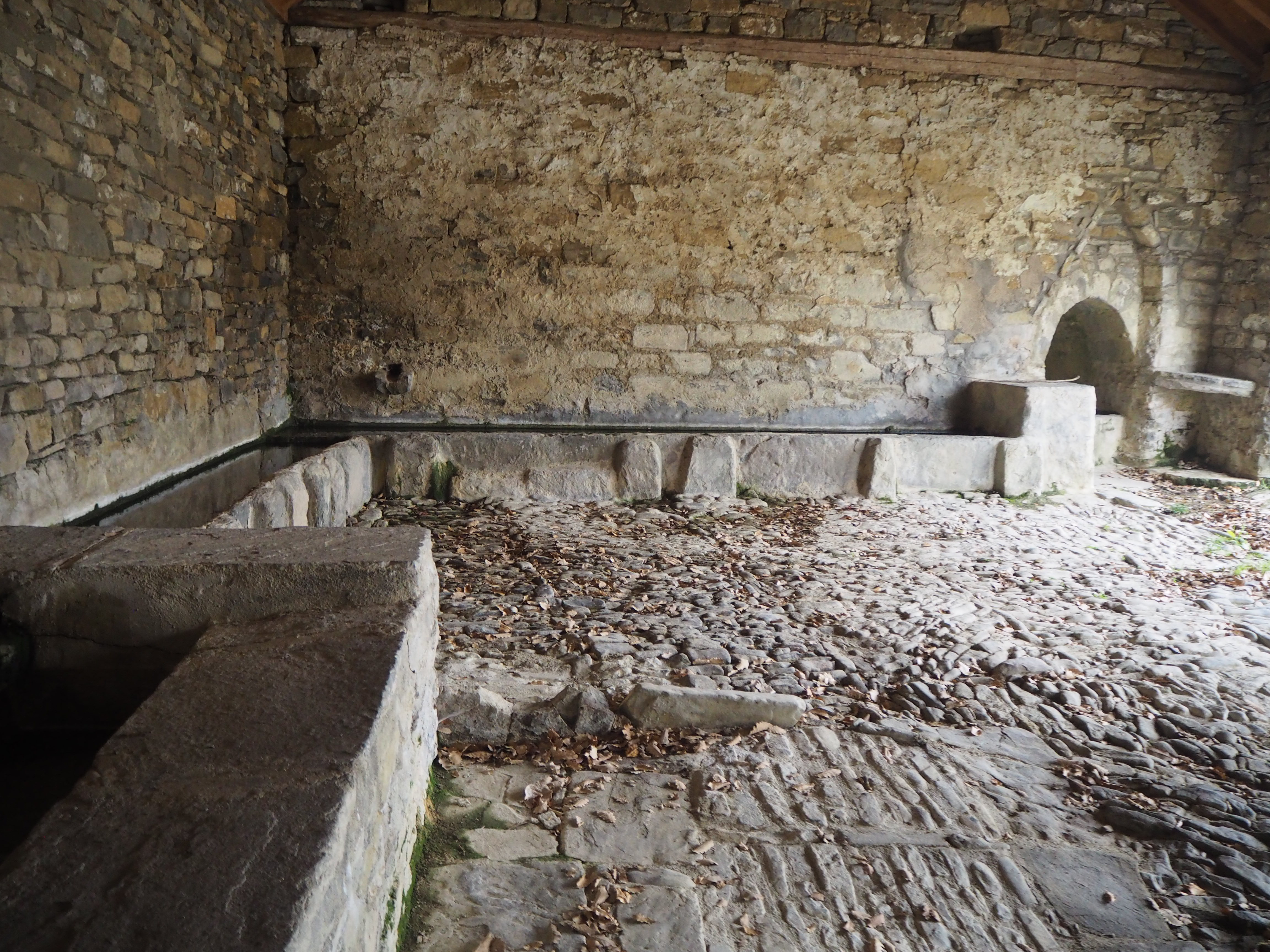
Lavadero